# 김두환 (축구 선수)
김두환(한국 한자: 金斗煥, 1981년 2월 15일 ~ )은 대한민국의 축구 선수이며, 포지션은 공격수이다.